# Louis Soutter

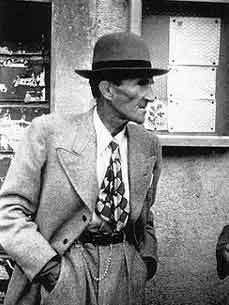
Louis Soutter

Louis Adolphe Soutter (* 4. Juni 1871 in Morges; † 20. Februar 1942 in Ballaigues) war ein Schweizer Maler. Er wird zu den wichtigen Vertretern der Art brut gezählt. Eine grosse Anzahl seines Œuvres befindet sich im Musée cantonal des Beaux-Arts de Lausanne. 

## Leben
Louis Adolphe Soutter war Sohn des Apothekers Louis Henri Adolphe Soutter; seine Mutter, eine Musikerin, war die Grosstante des Architekten Charles Edouard Jeanneret (bekannter als Le Corbusier). Er begann zunächst an der Universität Lausanne ein Ingenieurstudium, brach es jedoch ab zugunsten eines Architekturstudiums in Genf. Auch dieses beendete er nicht, sondern wechselte nach Brüssel ans Conservatoire Royal, wo er u. a. beim Geiger und Komponisten Eugène Ysaÿe Unterricht erhielt. Das Musikstudium schloss er ebenfalls nicht ab. Stattdessen kehrte er Ende 1894 in die Schweiz zurück, um sich bei Léon Gaud, einem Schüler von Barthélemy Menn, in Zeichnung und Malerei unterweisen zu lassen. 1895 reiste er nach Paris, um seine Studien in den Ateliers von Jean-Paul Laurens, Jean-Joseph Benjamin-Constant, Emmanuel Frémiet und Filippo Colarossi fortzusetzen. 1897 zog er nach Colorado Springs (USA). Dort heiratete er die Violinistin Madge Fursman, die er in Brüssel kennengelernt hatte.

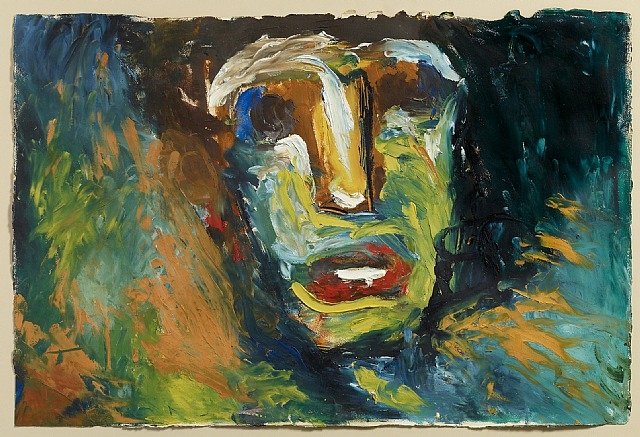
Louis Soutter: Tête d’Homme, 1942

Am Colorado College wurde Soutter Leiter des neu gegründeten Art Department. 1903 erfolgte die Scheidung von seiner Frau und sein Rücktritt von der Collegeleitung. Soutter kehrte in die Schweiz zurück, trat 1908 in das Symphonieorchester Lausanne ein (Leitung ab 1910: Ernest Ansermet). 1915 wechselte er zum Symphonieorchester Genf. Da er einen aufwendigen Lebensstil führte, diesen aber nicht finanzieren konnte und seit Längerem zunehmende Verhaltensauffälligkeiten zeigte, wurde er zwangsweise unter Vormundschaft gestellt.
Louis Soutter unternahm weiter mehrfach Reisen als Musiker durch die Schweiz, jedoch zunehmend vagabundenhaft. 1923 – 52 Jahre alt – wurde Soutter gegen seinen Willen, jedoch mit Zustimmung seiner Familie, von seinem Vormund in das Altersheim Asile du Jura im waadtländischen Dorf Ballaigues eingewiesen. Er verlegte sich in dieser letzten Lebensphase auf das Zeichnen und Malen, hatte Kontakt zum Künstler René Auberjonois. Etwa 1937 begann Soutter mit Fingermalerei, manchmal unter Einsatz des gesamten Körpers. Bei seinem Verwandten Le Corbusier, zu dem er weiter Kontakt hatte, stiess diese Aktivität auf Unverständnis und Ablehnung. Soutter starb 71-jährig vereinsamt in dem Heim.
Hermann Hesse schrieb über ihn das Gedicht Louis Soutter, in dem der Bruch mit der erlernten «korrekten» Maltechnik beschrieben wird als «Nicht korrekt, nicht schön, sondern richtig./ Mal ich mit Tinte und Blut, male ich wahr. Wahrheit ist schrecklich».

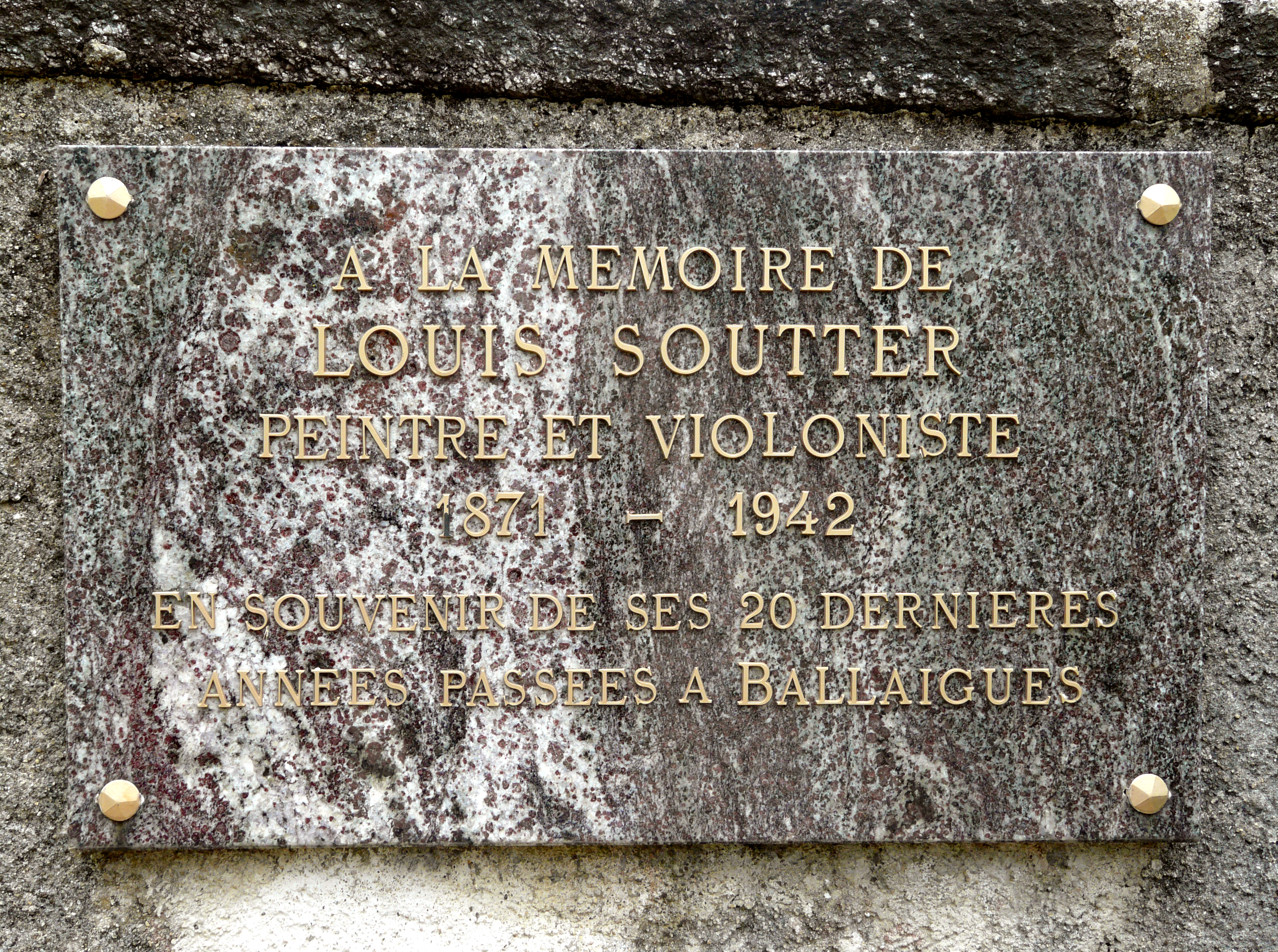
Gedenktafel auf dem Friedhof von Ballaigues

Grössere Werkgruppen von Louis Soutter befinden sich im Musée cantonal des Beaux-Arts de Lausanne und in der Fondation Le Corbusier in Paris. Soutters Werk ist auch in zahlreichen anderen öffentlichen Kunstsammlungen wie dem Aargauer Kunsthaus, dem Open art museum in St. Gallen, der Sammlung Zander in Köln, der Schweizer Sammlung Dammann und im Kunstmuseum Basel (als Depositum der «Stiftung Im Obersteg») vertreten.

## Belletristik
- Lukas Hartmann: Schattentanz. Die Wege des Louis Soutter. Diogenes, Zürich 2021, ISBN 978-3-257-07109-2.
- Michel Layaz: Louis Soutter, sehr wahrscheinlich. Die Brotsuppe, Biel 2020, ISBN 978-3-03867-024-7.